# Тиха ноћ, смртоносна ноћ 3: Боље пази!
Тиха ноћ, смртоносна ноћ 3: Боље пази! (енгл. Silent Night, Deadly Night 3: Better Watch Out!) амерички је слешер хорор филм из 1989. године, режисера Монтеа Хелмана, са Билом Мозлијем, Ричардом Бејмаром, Самантом Скали и Ериком да Реаом у главним улогама. Представља директан наставак филма Тиха ноћ, смртоносна ноћ 2 (1987) и радња наставља да прати Рикија Чапмана, серијског убицу у оделу Деда Мраза.
На приказивању филма у Остину, током јула 2008, Хелман је изјавио да мисли да је у овај филм уложио највише труда, иако га не сматра најбољим филмом који је режирао. Том приликом је открио да је оригинални сценарио одбачен и да је нови написан за само недељу дана, почетком марта. До краја априла било је завршено комплетно снимање, а у мају је завршена и монтажа. Хелман је, притом, присуствовао и Филмском фестивалу у Кану. Продукцијска кућа International Video Entertainment је 17. новембра 1989. започела дистрибуцију филма на VHS касетама. Филм је добио негативне критике, првенствено због недостатка неизвесности, спорог пејсинга и лоше глуме. Поједини критичари га сматрају напретком у односу на претходни део, који се углавном ослањао на флешбек сцене из првог дела. С друге стране, други део је постао култни класик због препознатљивих реплика и глуме Ерика Фримана, који је тумачио лик Рикија, док трећи део није стекао толику популарност и остао је углавном непознат чак и фановима хорор жанра.
Већ наредне године, Брајан Јузна је снимио нови наставак, под насловом Тиха ноћ, смртоносна ноћ 4: Иницијација, који нема никакве везе са претходна три дела.

## Радња
Након што је на крају претходног дела убио главну игуманију, полицајци су више пута упуцали Рикија Чапмана. Пребачен је у болницу у тешком стању и наредних шест година провео је у коми. Слепа видовита девојка, Лаура Андерсон, успоставља парапсихолошку везу са Рикијем и открива застрашујуће догађаје из његове прошлости. На Бадње вече Рики се буди из коме и почиње да прати Лауру, која са својим братом и његовом девојком одлази у посету баби.

## Улоге
| Глумац              | Улога                        |
| ------------------- | ---------------------------- |
| Бил Мозли           | Ричард „Рики” Чапман-Калдвел |
| Ричард Бејмар       | др Њубари                    |
| Саманта Скали       | Лаура Андерсон               |
| Ерик да Ре          | Крис Андерсон                |
| Лаура Харинг        | Џери                         |
| Роберт Калп         | поручник Конели              |
| Елизабет Хофман     | бака Андерсон                |
| Ричард К. Адамс     | Деда Мраз                    |
| Мелиса Хелман       | помоћница доктора Њубарија   |
| Изабел Кули         | рецепционарка у болници      |
| Леонард Ман         | Лаурин психијатар            |
| Карлос Паломино     | возач камиона                |
| Марк Дитрих         | Крејг                        |
| Џим Лад             | водитељ вести                |
| Ричард Н. Гледштајн | детектив                     |
| Тамела Сонг         | медицинска сестра            |
| Мајкл Амин          | иследник                     |
| Џеремаја Серд       | ђубретар Дејв                |